# Anoiapitec
L'anoiapitec (Anoiapithecus brevirostris) és un primat d'11,9 milions d'anys (en el Miocè mitjà) d'antiguitat desenterrat el 2004 a l'abocador de Can Mata (Hostalets de Pierola, Anoia) per l'Institut Català de Paleontologia Miquel Crusafont (ICP). Els estudis sobre aquesta espècie foren comunicats científicament el 2009 per Salvador Moyà i Solà, director de l'ICP de la Universitat Autònoma de Barcelona, i els seus col·laboradors.
El sobrenom de l'exemplar és Lluc (qui il·lumina). El nom genèric Anoiapithecus deriva de la comarca on es trobà, l'Anoia, i el nom específic brevirostris de la característica distintiva de no presentar gaire prognatisme (les mandíbules no es projecten cap enfora). Aquesta manca de prognatisme es creu que és deguda a una convergència evolutiva a la produïda en els humans i no pas al fet que l'exemplar en sigui un ancestre directe.